# فيكتور ويبستر (لاعب كرة قدم)
فيكتور ويبستر (بالإسبانية: Víctor Webster)‏ هو لاعب كرة قدم نيكاراغوي في مركز الهجوم، ولد في 10 يناير 1958 في ديريامبا في نيكاراغوا. شارك مع منتخب كوستاريكا تحت 17 سنة لكرة القدم ومنتخب نيكاراغوا لكرة القدم. أما مع النوادي، فقد لعب مع الرابطة الرياضية في ليمون.

## وصلات خارجية
- فيكتور ويبستر (لاعب كرة قدم) على موقع الاتحاد الدولي (مؤرشف)  (الإنجليزية)
- فيكتور ويبستر (لاعب كرة قدم) على موقع قاعدة بيانات كرة القدم.إي يو (الإنجليزية)
- فيكتور ويبستر (لاعب كرة قدم) على موقع ناشيونال فوتبول تيمز (الإنجليزية)